# Angiosperm Phylogeny Group
Angiosperm Phylogeny Group (APG, группа филогении покрытосеменных) — международная группа ботаников-систематиков различного состава, работающих над созданием и обновлениями консенсусной системы классификации цветковых (покрытосеменных) растений, основанной в первую очередь на результатах молекулярного анализа ДНК. Эта система должна преодолеть недостатки предыдущих систем классификации покрытосеменных — Кронквиста (1981), Торна (1992 и 2001), Тахтаджяна (1997).

## Системы APG
Результатами работы Angiosperm Phylogeny Group стали опубликованные соответственно в 1998, 2003, 2009 и 2016 годах системы классификации APG I, APG II, APG III и APG IV. В этих системах авторы попытались преодолеть недостатки других систем, основываясь в первую очередь на результатах анализа последовательностей ДНК.
В отличие от прежних научных систем классификации, разрабатывавшимися одним-двумя учёными, системы классификации APG были подготовлены многочисленными коллективами, при этом были обработаны обширные материалы по молекулярной филогении покрытосеменных. В результате цветковые растения стали первой крупной таксономической группой, система которой была значительно переработана преимущественно на основе молекулярных характеристик.
Цветковые растения, или Покрытосеменные (лат. Angiospermae, Anthophyta, Magnoliophyta) — одна из групп организмов, классификация которых была наиболее радикальным образом преобразована, когда стали доступны молекулярные данные. Пользовавшаяся широким влиянием система американского ботаника Артура Кронквиста, опубликованная им в 1981 году, подвергалась в течение 1990-х всё более острой критике. Молекулярные данные, которые стали известны с 1990 года, были проанализированы с помощью кладистических методов, что позволило прояснить представления об отношениях одних групп и заставили радикально пересмотреть другие. Классификация APG в гораздо большей мере соответствует целям филогенетической систематики, состоящим в том, что классификация растений должна отражать данные о родственных отношениях
Изначально система классификации основана на двух хлоропластных и одном рибосомальном генах. Выбор именно этих генов органелл клетки не случаен. В зоологической таксономии для этих же целей используют митохондриальные гены. Геном органелл клетки отличается от генома клеточного ядра, хлоропласты и митохондрии имеют свои собственные кольцевые ДНК. Нуклеотидные последовательности этих ДНК и ДНК ядра изменяются в процессе эволюции с разной скоростью. В настоящее время для анализа используется все большее количество генов.
|  | 7 порядков                           |
|  |                                      |
|  | commelinids: 4 порядка + 1 семейство |
|  |                                      |

|  | 1 порядок                         |
|  |                                   |
|  | fabids (eurosids I): 8 порядков   |
|  |                                   |
|  | malvids (eurosids II): 8 порядков |
|  |                                   |

|  | 2 порядка                                            |
|  |                                                      |
|  | clade lamiids (euasterids I): 4 порядка + 5 семейств |
|  |                                                      |
|  | clade campanulids (euasterids II): 7 порядков        |
|  |                                                      |

|  | 1 порядок                         |
|  |                                   |
|  | fabids (eurosids I): 8 порядков   |
|  |                                   |
|  | malvids (eurosids II): 8 порядков |
|  |                                   |

|  | 2 порядка                                            |
|  |                                                      |
|  | clade lamiids (euasterids I): 4 порядка + 5 семейств |
|  |                                                      |
|  | clade campanulids (euasterids II): 7 порядков        |
|  |                                                      |

|  | 1 порядок                         |
|  |                                   |
|  | fabids (eurosids I): 8 порядков   |
|  |                                   |
|  | malvids (eurosids II): 8 порядков |
|  |                                   |

|  | 2 порядка                                            |
|  |                                                      |
|  | clade lamiids (euasterids I): 4 порядка + 5 семейств |
|  |                                                      |
|  | clade campanulids (euasterids II): 7 порядков        |
|  |                                                      |

|  | 1 порядок                         |
|  |                                   |
|  | fabids (eurosids I): 8 порядков   |
|  |                                   |
|  | malvids (eurosids II): 8 порядков |
|  |                                   |

|  | 2 порядка                                            |
|  |                                                      |
|  | clade lamiids (euasterids I): 4 порядка + 5 семейств |
|  |                                                      |
|  | clade campanulids (euasterids II): 7 порядков        |
|  |                                                      |

|  | 7 порядков                           |
|  |                                      |
|  | commelinids: 4 порядка + 1 семейство |
|  |                                      |

|  | 1 порядок                         |
|  |                                   |
|  | fabids (eurosids I): 8 порядков   |
|  |                                   |
|  | malvids (eurosids II): 8 порядков |
|  |                                   |

|  | 2 порядка                                            |
|  |                                                      |
|  | clade lamiids (euasterids I): 4 порядка + 5 семейств |
|  |                                                      |
|  | clade campanulids (euasterids II): 7 порядков        |
|  |                                                      |

|  | 1 порядок                         |
|  |                                   |
|  | fabids (eurosids I): 8 порядков   |
|  |                                   |
|  | malvids (eurosids II): 8 порядков |
|  |                                   |

|  | 2 порядка                                            |
|  |                                                      |
|  | clade lamiids (euasterids I): 4 порядка + 5 семейств |
|  |                                                      |
|  | clade campanulids (euasterids II): 7 порядков        |
|  |                                                      |

|  | 1 порядок                         |
|  |                                   |
|  | fabids (eurosids I): 8 порядков   |
|  |                                   |
|  | malvids (eurosids II): 8 порядков |
|  |                                   |

|  | 2 порядка                                            |
|  |                                                      |
|  | clade lamiids (euasterids I): 4 порядка + 5 семейств |
|  |                                                      |
|  | clade campanulids (euasterids II): 7 порядков        |
|  |                                                      |

|  | 1 порядок                         |
|  |                                   |
|  | fabids (eurosids I): 8 порядков   |
|  |                                   |
|  | malvids (eurosids II): 8 порядков |
|  |                                   |

|  | 2 порядка                                            |
|  |                                                      |
|  | clade lamiids (euasterids I): 4 порядка + 5 семейств |
|  |                                                      |
|  | clade campanulids (euasterids II): 7 порядков        |
|  |                                                      |

Первая классификация APG была опубликована в 1998 году. По сравнению с предыдущими системами основными её отличия были в следующем:
- для групп организмов рангом выше порядка использовались не формализованные научные (латинские) названия, а неформальные на английском языке (monocots, commelinoids, eudicots, core eudicots, rosids, eurosids I, eurosids II, asterids, euasterids I, euasterids II);
- в системе имелось большое число таксонов, положение которых было в большей или меньшей степени не определено;
- для многих групп семейств предлагались альтернативные классификации: про эти группы в системе говорилось, что их можно рассматривать как единое семейство, так и в качестве нескольких самостоятельных семейств (в системе APG III от этой идеи разработчики отказались по причине её непопулярности).

В 2003 году была опубликована обновлённая версия системы — APG II, ей на смену в 2009 году пришла система APG III, впоследствии переработанная до версии APG IV в 2016 году.

## Перспективы
Независимые исследователи, включая членов APG, продолжают публиковать свои собственные взгляды на области таксономии цветковых растений. В любом случае, классификация не закончена, она только отражает текущий взгляд, основанный на знаниях, доступных в настоящее время. Необходимо отметить, что растёт количество авторитетных публикаций, использующих именно эту классификацию.

## Участники
Основные разработчики Системы APG I (1998) — Коре Бремер (Kåre Bremer, Department of Systematic Botany, Уппсальский университет, Швеция), Марк Чейз (Mark W. Chase, Jodrell Laboratory, Королевские ботанические сады в Кью, Великобритания) и Питер Стивенс (Peter F. Stevens, Harvard University Herbaria, Гарвардский университет, США). Определённый вклад в разработку этой системы внесли также Arne A. Anderberg, Anders Backlund, Birgitta Bremer, Barbara G. Briggs, Peter K. Endress, Michael F. Fay, Peter Goldblatt, Mats H. G. Gustafsson, Sara B. Hoot, Walter S. Judd, Mari Källersjö, Elizabeth A. Kellogg, Kathleen A. Kron, Donald H. Les, Cynthia M. Morton, Daniel L. Nickrent, Richard G. Olmstead, Robert A. Price, Christopher J. Quinn, James E. Rodman, Paula J. Rudall, Vincent Savolainen, Douglas E. Soltis, Pamela S. Soltis, Kenneth J. Sytsma, Mats Thulin.
Основные разработчики Системы APG II (2003) — Биргитта Бремер (Birgitta Bremer, The Bergius Foundation, Шведская королевская академия наук), Коре Бремер (Kåre Bremer, Факультет систематики растений, Уппсальский университет, Швеция), Марк Чейз (Mark W. Chase, Jodrell Laboratory, Королевские ботанические сады в Кью, Великобритания), Джеймс Ривил (James L. Reveal, Университет Мэриленда, США), Douglas E. Soltis (Биологический факультет Флоридского университета, США), Pamela S. Soltis (Музей естествознания Флоридского университета, США) и Peter F. Stevens (Биологический факультет Университета Missouri—St. Louis, Ботанический сад Миссури, США). Определённый вклад в разработку Системы внести также Arne A. Anderberg, Michael F. Fay, Peter Goldblatt, Walter S. Judd, Mari Källersjö, Jesper Kårehed, Kathleen A. Kron, Johannes Lundberg, Daniel L. Nickrent, Richard G. Olmstead, Bengt Oxelman, J. Chris Pires, James E. Rodman, Paula J. Rudall, Vincent Savolainen, Kenneth J. Sytsma, Michelle van der Bank, Kenneth Wurdack, Jenny Q.-Y. Xiang и Sue Zmarzty.
Основные разработчики Системы APG III (2009)— Биргитта Бремер (Birgitta Bremer, The Bergius Foundation, Шведская королевская академия наук), Коре Бремер (Kåre Bremer, проректор Стокгольмского университета, Швеция), Марк Чейз (Mark W. Chase, Jodrell Laboratory, Королевские ботанические сады в Кью, Великобритания), Michael F. Fay (Jodrell Laboratory, Королевские ботанические сады в Кью, Великобритания), Джеймс Ривил (James L. Reveal, L. H. Bailey Hortorium, Факультет биологии растений Корнеллского университета, США), Douglas E. Soltis (Биологический факультет Флоридского университета, США), Pamela S. Soltis (Музей естествознания Флоридского университета, США) и Peter F. Stevens (Биологический факультет Университета Missouri—St. Louis, Ботанический сад Миссури, США). Определённый вклад в разработку Системы внести также Arne A. Anderberg, Michael J. Moore, Richard G. Olmstead, Paula J. Rudall, Kenneth J. Sytsma, David C. Tank, Kenneth Wurdack, Jenny Q.-Y. Xiang и Sue Zmarzty.
В создании текущей версии классификации APG IV 2016 года принимали участие 10 составителей и 15 контрибьютеров из 6 стран. Составители - James W. Byng, Марк Чейз, Maarten J. M. Christenhusz, Michael F. Fay, Walter S. Judd, David J. Mabberley, Сенников А.Н., Douglas E. Soltis, Pamela S. Soltis, Peter F. Stevens.  Контрибьюторами являлись Барбара Бриггс, Samuel Brockington, Alain Chautems, John C. Clark, John Conran, Elspeth Haston, Michael Möller, Michael Moore, Richard Olmstead, Mathieu Perret, Лоренс Ског, James Smith, David Tank, Maria Vorontsova и Anton Weber

Научные учреждения:
1. 1 2  Plant Gateway (Великобритания)
2. ↑  Абердинский университет (Великобритания)
3. 1 2 3  Королевские ботанические сады Кью (Великобритания)
4. ↑  Университет Западной Австралии (Австралия)
5. 1 2 3  Флоридский университет (США)
6. ↑  Оксфордский университет (Великобритания)
7. ↑  Ботанический институт им. В. Л. Комарова (Россия) и Музей естествознания (Финляндия)
8. ↑  Университет Миссури и Ботанический сад Миссури (США)
9. ↑  Лейденский университет и Натуралис (Нидерланды)
10. ↑  Университет Маккуори и Национальный гербарий Нового Южного Уэльса (Австралия)

Вклад в исследования также внесли многие другие учреждения по всему миру. 